# Tachina planiforceps
Tachina planiforceps là một loài ruồi trong họ Tachinidae.